# 寧海縣 (廣陵郡)
寧海縣是東晉廣陵郡所屬的一個縣，後改屬山陽郡。梁置南兗州，後齊改為東廣州，陳復曰南兗，後周改為吳州。開皇九年改為揚州，置總管府，大業初府廢。開皇初併如臯縣入。在今江蘇省泰興市。